# Horten (Norwegen)
Hortenⓘ ist eine Stadtkommune in der norwegischen Landschaft Vestfold in der Provinz Vestfold.

## Gemeinde

### Wappen
Das Wappen ist ein zweigeteiltes Schild und war das erste Wappen, welches von König Haakon VII. im Jahre 1907 genehmigt wurde. In einem Feld ist ein Kriegsschiff vor einer Burg dargestellt und weist auf die Marinebasis der Stadt hin. Im zweiten Teil ist eine fünfblättrige rote Rose auf silbernem Grund abgebildet. Dies soll auf die Gärten und Parks hinweisen. Die neue vereinte Kommune Horten übernahm das alte Wappen der Stadt Horten.

### Nachbargemeinden
Horten grenzt im Norden an Holmestrand und den Oslofjord, im Osten an den Oslofjord und im Süden und Westen an Tønsberg.

## Geographie
Horten ist eine Küstenstadt am Oslofjord. Die Kommune umfasst die Stadt Horten und die Ortschaften Kirkebakken (Borre), Nykirke, Åsgårdstrand und Skoppum. Zum Stadtgebiet gehören die Inseln Bastøy, Løvøya, Mellomøya und Østøya. Die etwas nördlich des Ortsteils Karljohansvern liegende kleine Insel Vealøs mit der 1852–1859 erbauten Festung „Norske Løve“ wird von der norwegischen Marine noch militärisch genutzt. Bastøy ist eine Gefängnisinsel. Geologisch liegt die Stadt in der Region des Oslograbens.

## Geschichte
In der Kommune finden sich Spuren der Besiedlung aus dem Steinzeitalter. Die Borrehaugene im Borre Nationalpark zeugen davon, dass die Kommune in der Wikingerzeit ein Machtzentrum war. Der Fundort Borre umfasst die größte Ansammlung monumentaler Grabhügel aus der Zeit von 600–900 n. Chr. und ist heute Teil eines etwa 18 Hektar umfassenden archäologischen Nationalparks. Neun erhaltene monumentale Grabhügel neben ehemals drei weiteren großen Grabhügeln waren primär vom Oslofjord, aus sichtbar. Von den ursprünglich zwölf Monumentalgräbern wurde eines im Jahr 1852 bei der Entnahme von Schüttmaterial für den Straßenbau teilweise zerstört. Die nachfolgenden Grabungen ergaben eine Schiffsbestattung mit einem 17–21 m langen Wikingerschiff. Aufgrund der Funde steht dieses Monument in direktem Zusammenhang mit den weltbekannten Wikingerschiffen von Gokstad, Oseberg und Tune. Seit dem Jahre 1582 ist Horten ein Fährort für die Fähre zwischen Horten und Moss.
Durch die königliche Resolution vom 21. November 1818 wurde bestimmt, dass der Hauptstützpunkt der Marine in Horten angelegt werden sollte. Dies geschah, ohne dass der Kronprinzregent Karl Johan die Angelegenheit dem Parlament (Storting) vorgelegt hatte. Es vergingen 10 Jahre von der Fassung des Beschlusses, bis das erste Schiff auf der „Horten Verft“ vom Stapel gelassen wurde. Am 25. August 1828 ging die Baunummer 1, die Fregatte Freia, zu Wasser. Als die Marine ihr Hauptquartier im selben Jahr von Frederiksvern bei Larvik nach Horten verlegte, wurde die Werft in „Marinens Hovedverft“ umbenannt. Im Jahre 1854 verlieh König Oskar I. ihr zu Ehren seines Vaters, Karl XIV. Johann von Schweden, dem ehemaligen französischen Marschall Bernadotte, den Namen „Carljohansvern Verft“. Horten ist seit 1820 Standort des Musikkorps der Königlichen Norwegischen Marine. 1864 wurde eine Seekriegsschule gegründet.

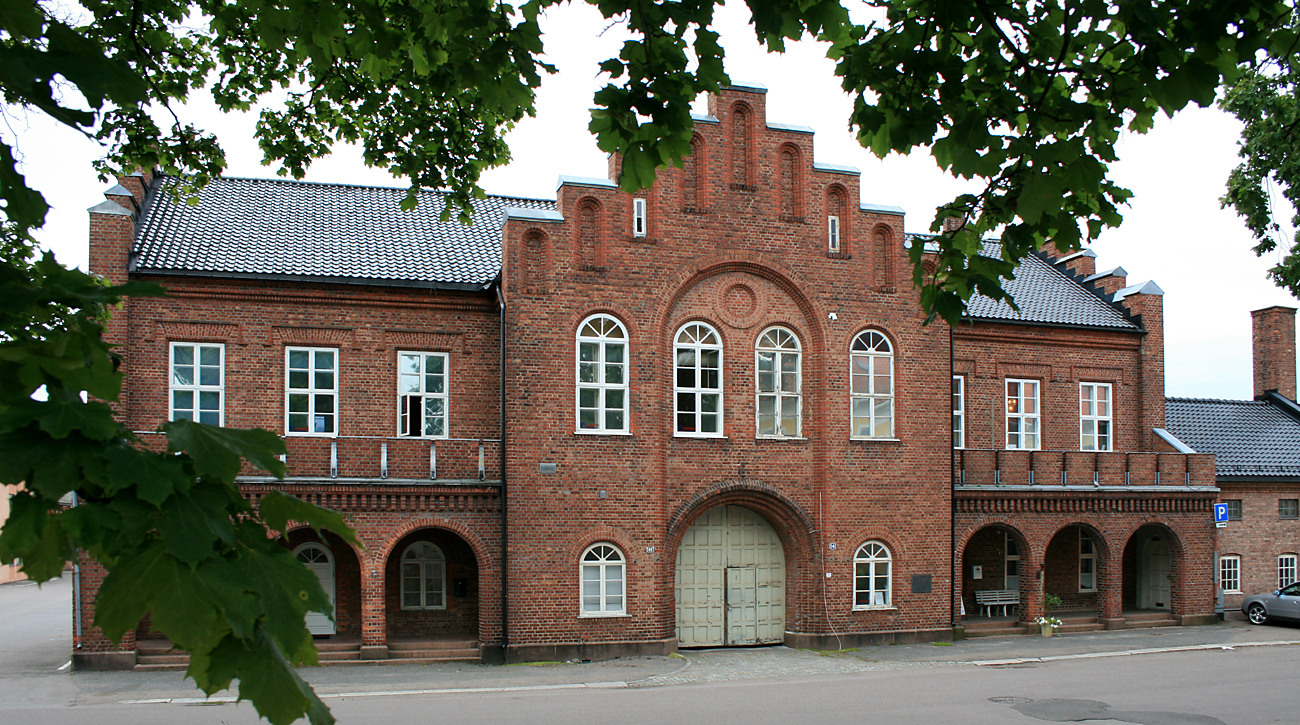
Karljohansvern Werfttor

Die Hauptwerft der Marine wurde 1968 zur staatlichen Horten Verft A/S, die eine Zeit lang mit gut 2.000 Angestellten das wirtschaftliche Rückgrat der Kommune darstellte. Das Unternehmen ging 1987 in Konkurs, und der Betrieb wurde eingestellt. Auf dem einstigen Werftgelände entstand ein Industriegebiet, Horten Industrial Park (HIP), mit mehreren Unternehmen, vor allem der Elektronikindustrie.
Der Hauptstützpunkt der Marine wurde 1963 von Karljohansvern nach Bergen verlegt. Auf dem Gelände der Marinebasis bestehen heute zwei wichtige Museen, das Marinemuseum und das Fotomuseum. Seit 2006 ist das gesamte Areal der ehemaligen Marinebasis mit seinen 73 historischen Gebäuden als geschichtliches Monument geschützt.
Die Kommunen Borre und Åsgårdstrand wurden 1965 zusammengelegt. Horten und Borre wurden am 1. Januar 1988 zur Borre kommune. Am 1. Juni 2002 änderte die Kommune ihren Namen in Horten Kommune.

## Sehenswürdigkeiten

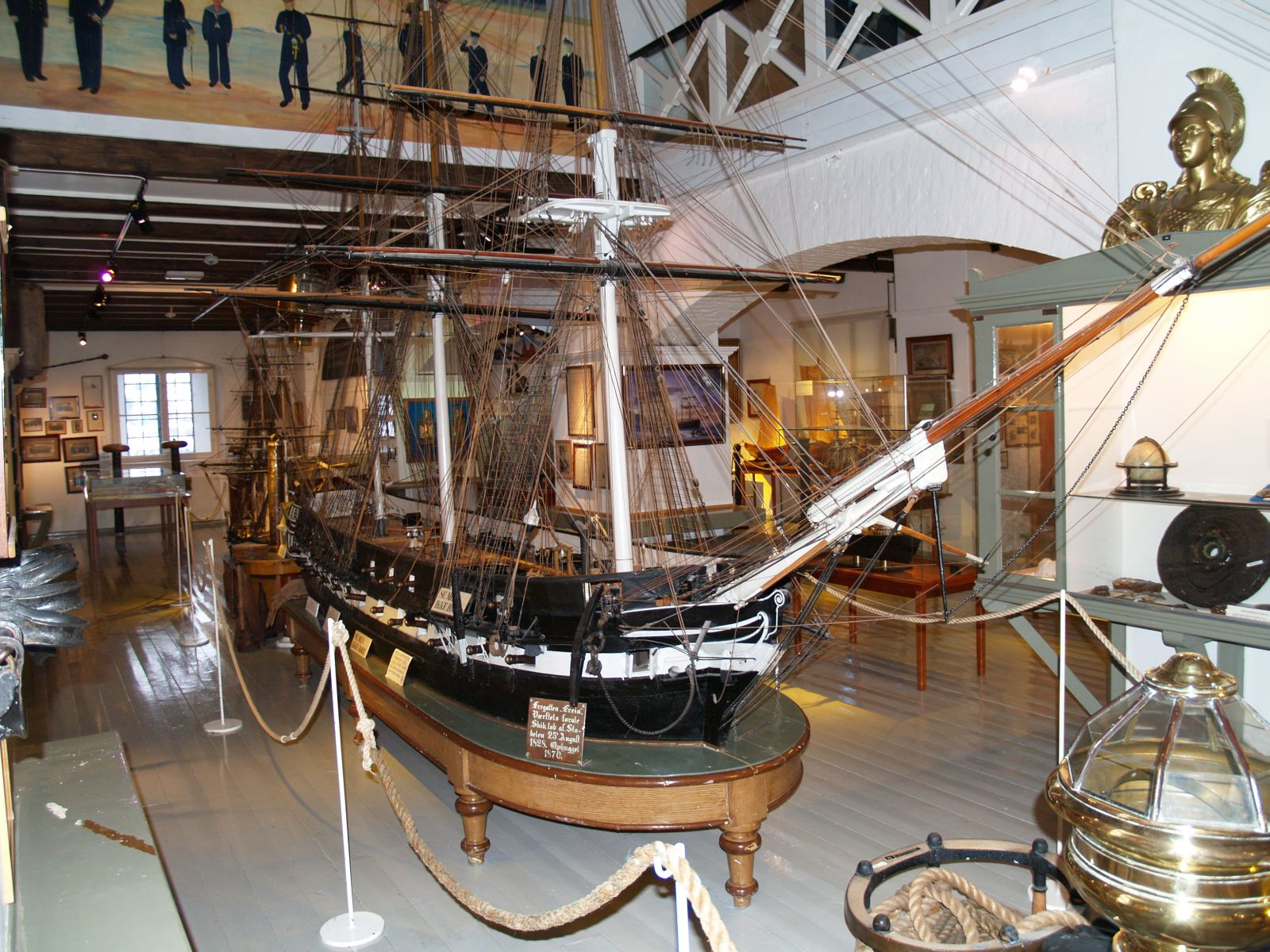
Marinemuseum

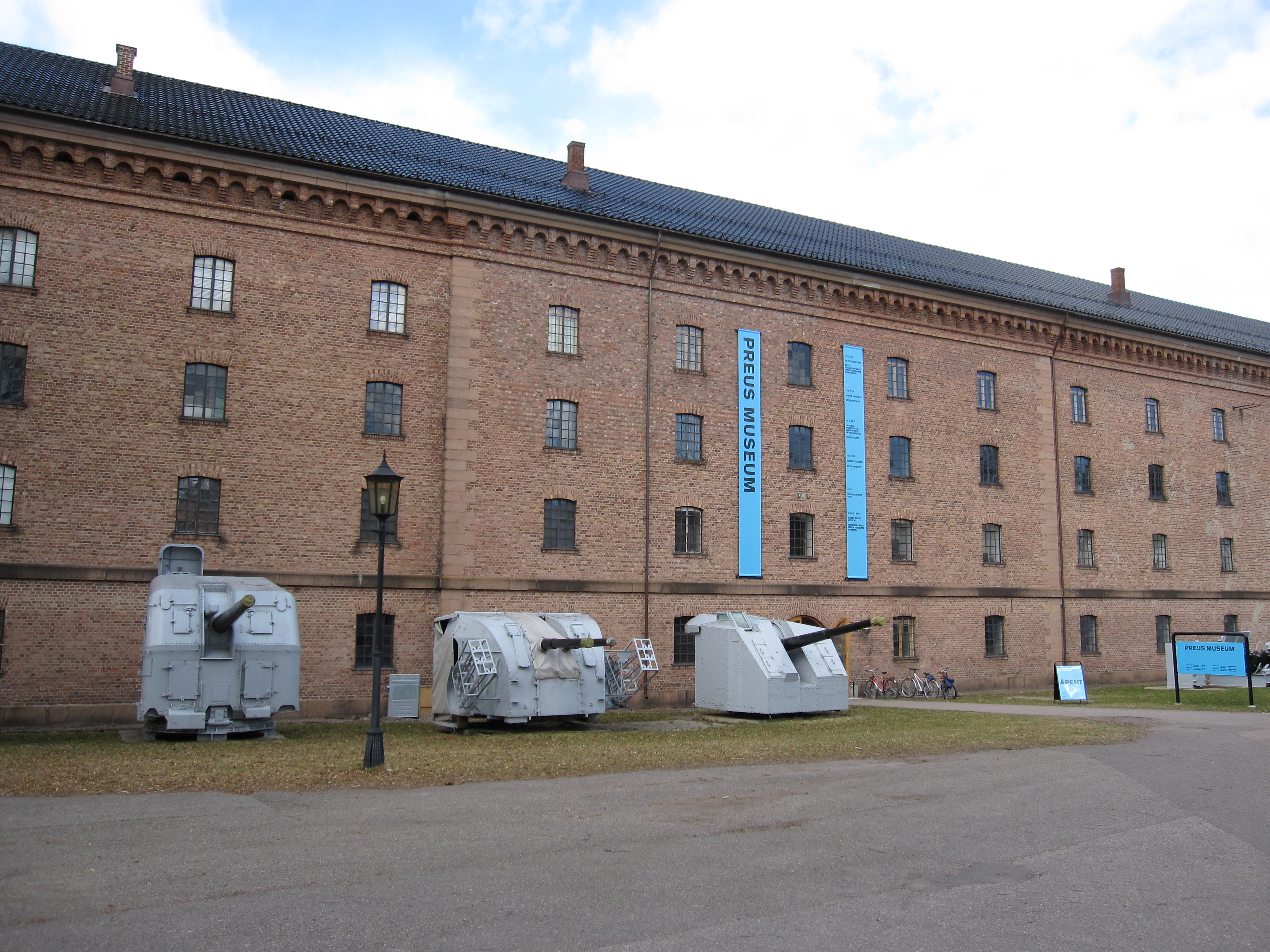
Preus Museum

- Marinemuseet – das Marinemuseum in Karljohansvern, das älteste Museum dieser Art auf der Welt, gegründet 1853. Viele Schiffe können besichtigt werden, darunter die KNM Rap, das erste Torpedoboot der Welt, von 1873.

- Preus Museum - das nationale norwegische Museum für Fotografie mit Sammlungen norwegischer und internationaler Fotografien sowie zur technischen Entwicklung von der Camera obscura bis zur Digitalkamera. Das Museum befindet sich im selben Gebäude wie das Marinemuseum.
- Borrehaugene – Borre Nationalpark – enthält die Gräber von Königen aus der Wikingerzeit. Der Park hat eine Fläche von 182.000 m² und hat die größte Sammlung von Königsgräbern in Skandinavien. Von 1989 bis 1991 wurden neue Ausgrabungen in und um den Park vorgenommen. Diese gaben eine interessante Auswahl von Kunst- und Handwerksgegenständen frei, von denen viele im Wikingerschiff-Museum in Oslo zu sehen sind. Der Stil dieser Gegenstände wurde als Borrestil bekannt. Er ist durch seine schönen Tier- und Knotenornamente charakterisiert, die oft benutzt wurden um Rüstungen zu verzieren. Die Funde bestätigen auch, dass hier ein Wikingerschiff verschüttet wurde. Im Besucherzentrum Midgard befindet sich eine Ausstellung zur Geschichte der Region.
- Edvard Munchs Haus in Åsgårdstrand, in dem Edvard Munch längere Zeit lebte und wo er viele Motive für seine Bilder fand.
- Kirche Nykirke im gleichnamigen Ortsteil, aus dem 12. Jahrhundert, 1686 und 1849 erneuert, ist dem St. Nikolaus gewidmet.

## Söhne und Töchter der Stadt
- Francis Hagerup (1853–1921), Politiker, Jurist, Diplomat und Ministerpräsident
- Herman Smith-Johannsen (1875–1987), norwegisch-kanadischer Skilangläufer
- Gustav Wiik (1878–1906), Polarforscher
- Gil Andersen (1879–1935), norwegisch-US-amerikanischer Ingenieur, Automobilrennfahrer und Automobilmanager
- Trygve Kristoffersen (1892–1986), Turner
- Harald Strøm (1897–1977), Fußballspieler
- Finn Ronne (1899–1980), norwegisch-amerikanischer Antarktisforscher
- Arne Skaug (1906–1974), Sozialökonom, Diplomat und Politiker
- Astrid Hjertenæs Andersen (1915–1985), Schriftstellerin
- Leif Preus (1928–2013), Fotograf, Gründer von Preus Fotografie und des Preus Museums
- Rolv Wesenlund (1936–2013), Komiker, Musikproduzent, Sänger und Schauspieler
- Kristin Halvorsen (* 1960), Finanzministerin
- Geir Jørgen Bekkevold (* 1963), Politiker
- Roar Skaane (* 1970), Radrennfahrer
- Eivind Gullberg Jensen (* 1972), Dirigent
- Olaf Tufte (* 1976), Ruderer und zweifacher Olympiasieger
- Maria Aasen-Svensrud (* 1980), Politikerin
- Sondre Holst Enger (* 1993), Radsportler
- Ingvild Gåskjenn (* 1998), Radrennfahrerin
- Marie Ulven, Künstlername Girl in Red (* 1999), Sängerin